# Charagotettix
Charagotettix is een geslacht van rechtvleugeligen uit de familie doornsprinkhanen (Tetrigidae). De wetenschappelijke naam van dit geslacht is voor het eerst geldig gepubliceerd in 1893 door Brancsik.

## Soorten
Het geslacht Charagotettix omvat de volgende soorten:
- Charagotettix longispinis Günther, 1939
- Charagotettix lucubensis Brancsik, 1893
- Charagotettix nannus Günther, 1974
- Charagotettix sogai Günther, 1974
- Charagotettix stenocnemis Günther, 1974